# 27 Cygni
27 Cygni (b¹ Cygni) é uma estrela na direção da Cygnus. Possui uma ascensão reta de 20h 06m 21.93s e uma declinação de +35° 58′ 24.7″. Sua magnitude aparente é igual a 5.38. Considerando sua distância de 79 anos-luz em relação à Terra, sua magnitude absoluta é igual a 3.46. Pertence à classe espectral K0IV. É uma estrela variável RS Canum Venaticorum.